# Mirrors (filme)
Mirrors é um filme de 2008 estrelado por Kiefer Sutherland e dirigido pelo jovem cineasta francês Alexandre Aja, cujas gravações tiveram início em meados de 2007 em Bucareste, Romênia. O título inicial do filme era The Mirror, porém foi mudado posteriormente. O filme é um remake do sul-coreano de 2003 chamado Into the Mirror.

## Sinopse
Ben Carson (Kiefer Sutherland) é um ex-detetive que, há um ano, foi suspenso do Departamento de Polícia de Nova York por ter atingido com um tiro um policial infiltrado. O caso fez com que se tornasse alcoólatra, o que o afastou de sua esposa e filhos. Tentando retomar sua vida em família, Ben aceita o emprego de vigia noturno nas ruínas de uma loja de departamentos. Porém, enquanto patrulha o local, ele começa a notar algo estranho nos espelhos usados como enfeite, já que refletem imagens horripilantes.

## Elenco
- Kiefer Sutherland – Ben Carson
- Paula Patton – Amy Carson
- Cameron Boyce – Michael Carson
- Erica Gluck – Daisy Carson
- Amy Smart – Angela Carson

## Crítica
Mirrors tem recepção desfavorável por parte da crítica especializada. Possui Tomatometer de 14% em base de 85 críticas no Rotten Tomatoes. Por parte da audiência do site tem 45% de aprovação.